# Chordodes polytuberculatus
Chordodes polytuberculatus är en tagelmaskart som beskrevs av Andreas Schmidt-Rhaesa och Menzel 2005. Chordodes polytuberculatus ingår i släktet Chordodes och familjen Chordodidae. Inga underarter finns listade i Catalogue of Life.